# Ben Payal
Ben Payal (* 8. September 1988 in Luxemburg) ist ein ehemaliger luxemburgischer Fußballspieler.

## Karriere

### Verein
Payal begann mit dem Fußball beim FC Lorentzweiler und wechselte anschließend in die Jugendabteilung von Jeunesse Esch. Dort spielte er ab 2005 in der ersten Mannschaft und wurde sofort Stammspieler. 2007 ging er weiter zum Ligarivalen F91 Düdelingen, wo er  2008, 2009, 2011, 2012 luxemburgischer Meister sowie 2009 und 2012 Pokalsieger wurde. 2013 wechselte er zum Konkurrenten CS Fola Esch und gewann auch dort später den Meistertitel. Nachdem es Anfang 2016 Streitigkeiten über einen neuen Vertrag in Esch gab, wurde der Mittelfeldspieler vereinsintern bis zum Saisonende gesperrt. Vom Sommer 2016 bis zum Karriereende 2022 lief er dann für den Ligarivalen FC UNA Strassen auf und absolvierte dort 116 Pflichtspiele, in denen er zwei Treffer erzielen konnte.

### Nationalmannschaft
Von 2003 bis 2007 absolvierte Payal 17 Partien für diverse Jugendauswahlmannschaften Luxemburgs. Sein erstes Spiel für die A-Nationalmannschaft machte der Mittelfeldspieler am 11. Oktober 2006, als er im EM-Qualifikationsspiel gegen Bulgarien (0:1) in der 61. Minute für René Peters eingewechselt wurde. Er  war später unter anderem beim überraschenden 2:1-Sieg in WM-Qualifikation 2010 über den Favoriten Schweiz dabei. Bis 2016 absolvierte er insgesamt 73 Partien für sein Land, einen Treffer konnte er dabei jedoch nicht erzielen.

## Erfolge
- Luxemburgischer Meister: 2008, 2009, 2011, 2012, 2015
- Luxemburgischer Pokalsieger: 2009, 2012